# Rejon akuszyński
Rejon akuszyński (ros. Акушинский район) – jednostka administracyjna wchodząca w skład Dagestanu w Rosji.
Centrum administracyjnym rejonu jest wieś (ros. село, trb. sieło) Akusza.

## Geografia
Powierzchnia rejonu wynosi 622,81 km² i znajduje się on w południowej części Dagestanu. Graniczy z pięcioma innymi rejonami wchodzącymi w skład Dagestanu.
Główną rzeką rejonu jest Akusza.

## Demografia
W 2021 roku rejon zamieszkiwało 54 136 osób.
Grypy etniczne i narodowości w 2021 roku:
- Dargijczycy – 52 249 (96,51%)
- Lakowie – 1 726 (3,19%)
- inny – 94 (0,17%)
- nie wskazano – 67 (0,12%)